# Pont romà (Sant Jaume dels Domenys)
El Pont romà és una obra romana de Sant Jaume dels Domenys (Baix Penedès) inclosa a l'Inventari del Patrimoni Arquitectònic de Catalunya.

## Descripció
Pont situat a uns 200 m de l'aiguabarreig amb la riera de Cornudella, tocant la vinya de "Cal Clot". El pont és bastant descarnat, l'obra té una llargada total de 4,5 m x 2 m d'ample, i una alçada sobre el llit del torrent de 3,2 m. Està format per un arc quasi de mig punt, lleugerament rebaixat i, com a únic detall arquitectònic té, en la part de muntanya, una senzilla aresta de dalt a baix en els dos estreps d'on arrenca l'arcada. Està realitzat en pedres sense carejar excepte a la base, on són col·locades amb més ordre, com un principi d'opus quadratum. La resta presenta còdols agafats amb una forta barreja de calç.

## Història
No hi ha cap dubte que el pont és romà. Fou construït per salvar les aigües del torrent de Ca l'Antic, ja que en aquells temps el seu cabal d'aigua devia ser important i constant.